# Eisbrechergebühren
Eisbrechergebühren werden von verschiedenen Hafenstaaten für die Nutzung oder Bereitstellung eines Eisbrecherdienstes erhoben.
Verschiedene Hafenstaaten erheben für die Nutzung der von ihnen angebotenen Eisbrecherdienste eine Gebühr. Die Kosten der Eisbrecher richten sich
abhängig vom befahrenen Seegebiet oder anzulaufenden Hafen nach der benötigten Zeit, nach der  Größe und der Eisklasse des zu begleitenden Schiffes.
Anders als der prozentuale Eiszuschlag, der auf die Seefracht erhoben wird, um die erschwerten Transportbedingungen und das zusätzliche allgemeine Risiko durch das Befahren vereister Fahrwasser oder Gebiete auszugleichen, werden Eisbrechergebühren für das Freihalten der Fahrrinne erhoben und gehen zu Lasten des Schiffes, das den Dienst nutzt.